# Ендр и Лоара
Ендр и Лоара (фр. Indre-et-Loire) департман је у централној Француској. Припада региону Центар (регион), а главни град департмана (префектура) је Тур (град). Департман Ендр и Лоара је означен редним бројем 37. Његова површина износи 6.127 км². По подацима из 2012. године у департману Ендр и Лоара је живело 605.819 становника, а густина насељености је износила 99 становника по км².
Овај департман је административно подељен на:
- 3 округа
- 37 кантона и
- 277 општина.

## Демографија
| 1999.   |
| ------- |
| 554.003 |